# Sielsowiet Pareczcza
Sielsowiet Pareczcza (biał. Парэцкі сельсавет, Parecki sielsawiet; ros. Поречский сельсовет) – sielsowiet na Białorusi, w obwodzie homelskim, w rejonie oktiabrskim, z siedzibą w Pareczczu.

## Demografia
Według spisu z 2009 sielsowiet Pareczcza zamieszkiwało 861 osób, w tym 828 Białorusinów (96,17%), 19 Rosjan (2,21%), 9 Ukraińców (1,05%), 4 Polaków (0,46%) i 1 Tatar (0,12%).

## Geografia i transport
Sielsowiet położony jest na Polesiu, w środkowej części rejonu oktiabrskiego. Największą rzeką jest Ptycz. Na jego terytorium znajduje się Rezerwat Biologiczny Akciabrski.
Przez sielsowiet przebiegają jedynie drogi lokalne.

## Miejscowości
- agromiasteczko:
  - Pareczcza
- wsie:
  - Bierkau
  - Charomcy
  - Mioduchau
  - Rastau
  - Rażanou